# Sophie Lorain
Sophie Lorain (* 20. November 1957 in Kanada) ist eine kanadische Schauspielerin.

## Leben und Leistungen
Sophie Lorain ist eine Tochter der Regisseurin Denise Filiatrault und des Schauspielers Jacques Lorain. Sie studierte an der englischen Webber-Douglas Academy of Dramatic Arts und wurde anschließend am Theatre Francais de Toronto ausgebildet. Die Schauspielerin debütierte im kanadischen, auf Französisch gedrehten Filmdrama Il était une fois dans l'est aus dem Jahr 1974. In der Komödie Scandale (1982) spielte sie eine der Hauptrollen.
In der Sportkomödie Home Team – Ein treffsicheres Team (1998) spielte Lorain neben Steve Guttenberg eine der größeren Rollen. In den Jahren 2001 bis 2004 trat sie in der Fernsehserie Fortier auf, die sie mitproduzierte. In der Literaturverfilmung Maman Last Call (2005) übernahm sie eine der Hauptrollen. Lorain wurde in den Jahren 1998, 2001 und 2002 als Weibliche Persönlichkeit mit dem Preis MetroStar ausgezeichnet. Sie hat einen Sohn.

## Filmografie (Auswahl)
- 1974: Il était une fois dans l'est
- 1982: Scandale
- 1991–1992: Urban Angel (Fernsehserie)
- 1996: Omerta, la loi du silence
- 1997: Omertà II – La loi du silence
- 1998: Home Team – Ein treffsicheres Team (Home Team)
- 1999: Wer behält das Haus? (Who Gets the House?)
- 2001–2004: Fortier (Fernsehserie)
- 2002: L'odyssée d'Alice Tremblay
- 2003: Die Invasion der Barbaren (Les invasions barbares)
- 2003: Mambo Italiano
- 2005: Maman Last Call
- 2012: Avant que mon coeur bascule
- 2014: La Petite Reine
- 2014–2017: Au secours de Béatrice (Fernsehserie)
- 2017: C'est le coeur qui meurt en dernier
- 2020: Mon cirque à moi
- 2023: Testament